# Anthodes ancynodonta
Anthodes ancynodonta là một loài bướm đêm trong họ Noctuidae.